# Konrad Schubert (Physiker)
Konrad Schubert (* 4. Juli 1915 in Mannheim; † 19. März 1992) war ein deutscher Physiker auf dem Gebiet der Metallforschung. Er widmete sich der Erforschung von Kristallstrukturen mit Hilfe der Röntgenstrukturanalyse und von metallischen Bindungszuständen.

## Leben
Konrad Schubert wuchs in Essen in einer Akademikerfamilie auf und legte dort das Abitur ab. Er studierte Physik an der Universität Danzig und der Technischen Hochschule Stuttgart. Schubert wurde im Zweiten Weltkrieg zum Militärdienst eingezogen. Nach seiner Rückkehr aufgrund einer Verwundung schlug er eine wissenschaftliche Laufbahn ein und erlangte 1944 einen Doktorgrad an der Technischen Hochschule Stuttgart in Kooperation mit dem Kaiser-Wilhelm-Institut für Metallforschung. Seine Dissertation wurde von Werner Köster, dem Direktor des Kaiser-Wilhelm-Institut für Metallforschung, betreut. 1956 habilitierte er sich an der Technischen Universität Stuttgart und wurde Gruppenleiter am Max-Planck-Institut. 1957 arbeitete er als Gastprofessor an der Universität Philadelphia. Von 1962 bis zu seiner Emeritierung 1980 war er außerplanmäßiger Professor für Kristallstrukturlehre am Max-Planck-Institut in Stuttgart.

## Werk
Konrad Schubert leistete Pionierarbeit bei der Erforschung von Metallstrukturen. Sein Lebenswerk umfasst fast 300 wissenschaftliche Publikationen, darunter zwei Bücher, die über Jahrzehnte Beachtung in der Metallforschung fanden.
- Strukturuntersuchungen in den binären Systemen des Zinns mit Mangan, Eisen, Kobalt und Nickel. Dissertation, TH Stuttgart, 1944.
- Über einige Homöotypiebeziehungen zwischen Kristallstrukturen. Stuttgart 1955 (Habilitationsschrift, TH Stuttgart, 16. Febr. 1956).
- Kristallstrukturen zweikomponentiger Phasen (= Reine und angewandte Metallkunde in Einzeldarstellungen. Bd. 17). Springer, Berlin 1964.
- Solid elements and phases with a light component (Li, Be, B, C, N, O, F): An interpretation of crystaline phases by lattice-like electron spatial correlations, contributing to an understanding of component valence and phase stability (= Bonding types of two-component phases. Bd. 1 [einziger erschienener Band]). Max-Planck-Institut für Metallforschung/Institut für Werkstoffwissenschaft, Stuttgart 1990.